# コスチューム・プレイ
コスチューム・プレイとは、
1. 時代劇や歴史劇の事英語のCostume play。
2. 衣装だけは立派だが内容が伴わない芝居を揶揄する意味。
3. 漫画やアニメなどの著名なキャラクターに仮装すること。

コスチューム・プレイ (Costume play) は、演劇用語で時代劇・歴史劇のこと。コスチュームとは衣装、プレイとは演劇のことであり、衣装劇ともいう。現代劇と違い、きらびやかな衣装をまとって行う劇を指す。同様の歴史映画なども指す。
1990年頃から日本では、漫画やアニメなどの登場人物に仮装することをコスプレと呼ぶようになる。これはコスチューム・プレイの略であるが、前述のコスチューム・プレイとは別のものである。言葉と実際の行為に齟齬が見られたために、造語としてコスプレという言葉が考え出されたとされる。愛好者の中にはコスプレとコスチューム・プレイとは違うものと認識している人がいる。